# Amadio Vettoretti
Amadio Vettoretti (Treze de Maio, 13 de fevereiro de 1939 — Tubarão, 27 de agosto de 2011) foi um historiador brasileiro.
Foi diretor do Arquivo Público de Tubarão, membro da Academia Tubaronense de Letras e do Instituto Histórico e Geográfico de Santa Catarina.

## Biografia
Filho de colonos de ascendência italiana, Amadio teve uma infância humilde onde a única maneira de ter acesso ao estudo era ingressar em seminários. Na adolescência, durante sua passagem pelo Seminário de Turvo (SC), já demostrava interesse especial pela história.
Em 1965, casou-se com Susana de Carvalho Vettoretti, fixando-se em Tubarão. Iniciou sua vida profissional como fotógrafo.
Em 1974, de câmera fotográfica em punho, registrou a devastação causada pelas cheias que assolaram a cidade de Tubarão e região.
Esse trabalho deu origem a um extenso documentário sobre a catástrofe.
O documentário também foi peça fundamental na obtenção de recursos para a drenagem do Rio Tubarão.
Também em 1974, formou-se em Estudos Sociais pela FESSC, hoje Unisul. Em 1982, recebeu o título de Bacharel em História pelo mesma instituição.
Em 1984 deixou a fotografia e ingressou no serviço público municipal, a convite do então prefeito Miguel Ximenes de Melo Filho.
Em 1986 foi incumbido da tarefa de organizar o Arquivo Público de Tubarão. Tarefa esta à qual dedicou o resto de sua vida.
Em 1989, na administração de Estener Soratto da Silva, o projeto ganhou novas dimensões: uma nova sede para o renomeado "Arquivo Publico e Histórico de Tubarão" e verbas para a publicação de um livro sobre a historia de Tubarão.
Em 1992 foi publicado o seu primeiro livro, "Tubarão: Das origens ao século XX".
Em 1994 concluiu a sua pós-graduação em história pela Unisul.
Durante os 25 anos que esteve a frente do Arquivo Público e Histórico de Tubarão, recolheu farta documentação sobre a história de Tubarão e da região.
Baseado nestes documentos, corrigiu erros históricos sobre a história da cidade, assim como identificou figuras importantes que não passavam de ilustres desconhecidos até então.
Da mesma forma, aprofundou os estudos sobre a vida e costumes dos tubaronenses, desde os primórdios. Destaca-se neste trabalho a descoberta de detalhes sobre a origem de Anita Garibaldi, até então desconhecidos.
Em 1997 publicou o livro "Palacete Cabral, a Casa da Cidade: Centenário" e, em 2004, "Estação da Piedade".
Amadio Vettoretti também foi um grande pesquisador sobre a Imigração Italiana no sul de Santa Catarina, tendo colaborado em diversas publicações e livros sobre o assunto.
O seu principal legado, o Arquivo Público e Histórico de Tubarão, é hoje o maior do Sul de Santa Catarina e um dos maiores do Estado.
Após breve enfermidade, morreu em 27 de agosto de 2011, recebendo diversas homenagens, inclusive na Câmara Federal.

## Reconhecimento

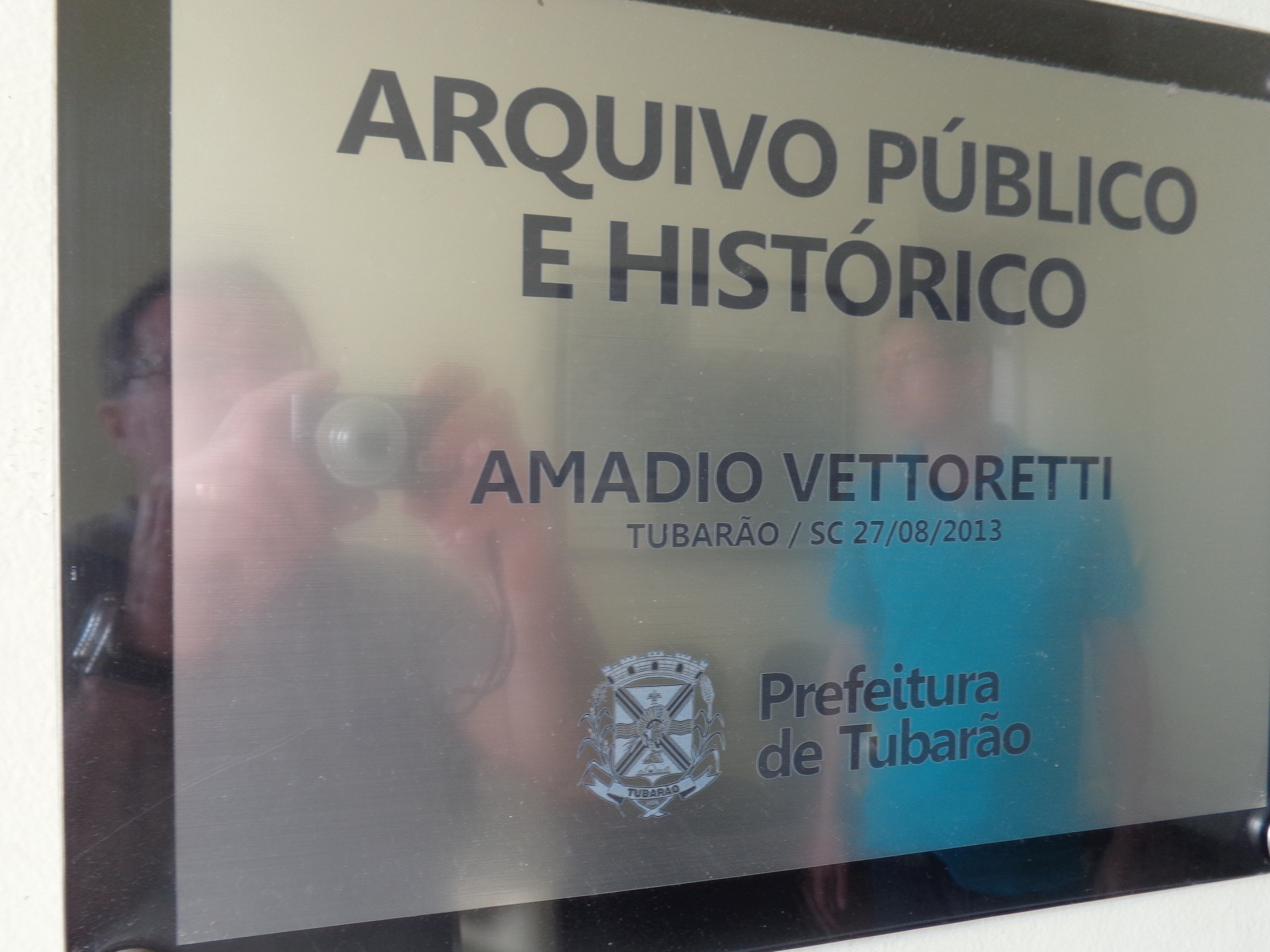
Placa identificatória do Arquivo Público e Histórico Amadio Vettoretti

Em reconhecimento ao seu trabalho a Câmara de Vereadores de Tubarão, na Sessão Legislativa de 19 de abril de 2012, deliberou o Projeto de Lei Ordinária n° 105/2011, 
de autoria do Poder Executivo Municipal, que denomina de Amadio Vettoretti o Arquivo Público e Histórico do Município de Tubarão.

## Obras
- História de Tubarão : Das origens ao século XX. Tubarão : Prefeitura Municipal de Tubarão , 1992.
- Palacete Cabral, a Casa da Cidade : Centenário. Tubarão : Prefeitura Municipal de Tubarão, 1997.
- Estação da Piedade. Tubarão : Copiart, 2004.